# Alfredo Porzio

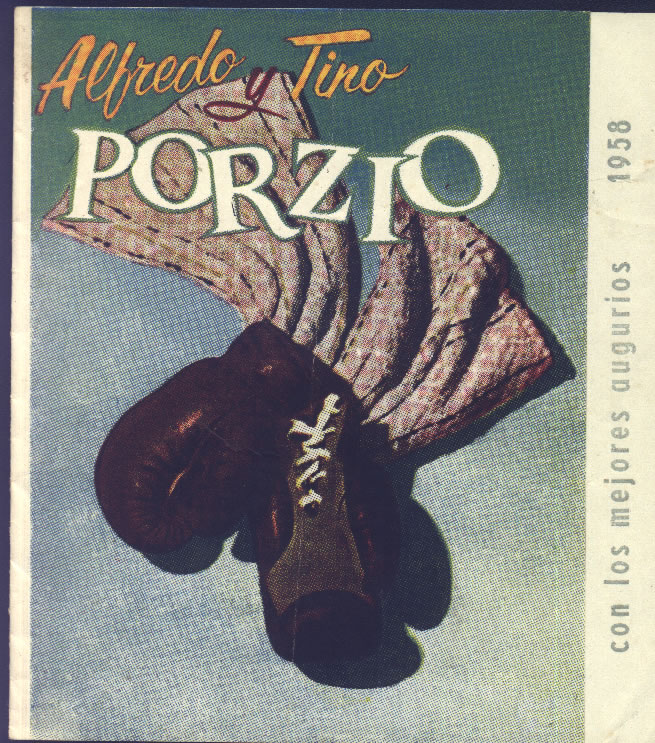
Tarjeta de los hermanos Porzio. Alfredo y Tino se desempeñaron como managers de boxeadores.

Alfredo Nicolás Porzio (1900-1976) fue un boxeador argentino ganador de medalla de bronce en los Juegos Olímpicos de París 1924 en la categoría peso pesado. Perdió en semifinales con Otto von Porat. Se retiró en 1930.

## Luego del retiro
Luego de su retiro, Porzio y su hermano Celestino (Tino), fueron managers de varios boxeadores destacados de la Argentina, como Eduardo Lausse, Rafael Merentino, Atilio Caraune, Rinaldo Ansaloni, Ricardo González, Alfredo Bunetta, Rogelio Andrés, Miguel Rodríguez, José Santiago y Gregorio Goyo Peralta. Falleció en el día del boxeador.